# ISO 3166-2:ER
ISO 3166-2:ER è uno standard ISO che definisce i codici geografici delle suddivisioni dell'Eritrea; è un sottogruppo dello standard ISO 3166-2.
I codici, assegnati alle sei regioni del paese, sono formati da ER- (sigla ISO 3166-1 alpha-2 dello Stato), seguito da due lettere; prima del 2000 erano assegnati alle 10 province, abolite nel 1996.

## Codici
| Codice | Regione                  |
| ------ | ------------------------ |
| ER-AN  | Anseba                   |
| ER-DU  | Sud                      |
| ER-DK  | Mar Rosso Meridionale    |
| ER-GB  | Gasc-Barca               |
| ER-MA  | Centrale                 |
| ER-SK  | Mar Rosso Settentrionale |

## Codici precedenti
| Code  | Subdivision name |
| ----- | ---------------- |
| ER-AG | Acchelè-Guzai    |
| ER-AS | Asmara           |
| ER-BA | Barca            |
| ER-DE | Dencalia         |
| ER-GS | Gash-Setit       |
| ER-HA | Amasien          |
| ER-SA | Sahel            |
| ER-SM | Semhar           |
| ER-SN | Senhit           |
| ER-SR | Serae            |